# HD294046
HD294046 — хімічно пекулярна зоря спектрального класу B9, що має видиму зоряну величину в смузі V приблизно  8,3.
Вона знаходиться у сузір'ї Оріона  й  розташована на відстані близько 1531,3 світлових років від Сонця. Дана зоря віддаляється від Землі зі швидкістю близько 22 км/сек.

## Фізичні характеристики
Телескоп Гіппаркос зареєстрував фотометричну змінність  даної зорі з періодом    0,90 доби в межах від  Hmin= 8,30 до  Hmax= 8,22.

## Пекулярний хімічний вміст
Зоряна атмосфера HD294046 має підвищений вміст Si.